# 1801 en photographie
| Années de la photographie : 1798 - 1799 - 1800 - 1801 - 1802 - 1803 - 1804    |
| Décennies de la photographie : 1770 - 1780 - 1790 - 1800 - 1810 - 1820 - 1830 |

Cet article présente les faits marquants de l'année 1801 en photographie.

## Naissances
- 20 janvier : Hippolyte Bayard, inventeur et photographe français, mort le 14 mai 1887.
- 31 janvier : Jean-Baptiste Sabatier-Blot, peintre et photographe daguerréotypiste français, mort le 20 octobre 1881.
- 30 avril : André Giroux, peintre et photographe français, mort le 18 novembre 1879.
- 3 mai : Eugène Foulquier, peintre et photographe français, mort le 11 septembre 1899.
- 12 juin : Brita Sofía Hesselius, photographe suédoise, morte le 25 juillet 1866.
- 20 novembre : Mungo Ponton, chimiste, inventeur et photographe écossais, mort le 3 août 1880.
- 22 décembre : Richard Beard, entrepreneur et photographe anglais, mort le 7 juin 1885.
- Date précise non renseignée ou inconnue :
  - Adolphe Duperly, photographe français, actif à Kingston (Jamaïque), mort en 1865.
  - Ōno Benkichi, photographe japonais, mort en 1870.